# Copa del Món de Futbol de 1930 - Grup 4
El Grup 4 de la Copa del Món de Futbol 1930, disputada a l'Uruguai, estava compost per 3 equips, que s'enfrontaren entre ells amb un total de 3 partits. Quan acabaren aquests partits, l'equip amb més punts es classificà per a les semifinals.

## Integrants
El grup 4 està integrat per les seleccions següents:
| Estats Units | Paraguai | Bèlgica |
| ------------ | -------- | ------- |

## Classificació
| Pos | Equip        | PJ | PG | PE | PP | GF | GC | DG | Pts | Classificació       |
| --- | ------------ | -- | -- | -- | -- | -- | -- | -- | --- | ------------------- |
| 1   | Estats Units | 2  | 2  | 0  | 0  | 6  | 0  | +6 | 4   | Avança a semifinals |
| 2   | Paraguai     | 2  | 1  | 0  | 1  | 1  | 3  | −2 | 2   |                     |
| 3   | Bèlgica      | 2  | 0  | 0  | 2  | 0  | 4  | −4 | 0   |                     |

## Partits

### Estats Units vs. Bèlgica
| Estats Units                            | 3–0     | Bèlgica |
| --------------------------------------- | ------- | ------- |
| McGhee 23' · Florie 45' · Patenaude 69' | Informe |         |

### Estats Units vs. Paraguai
| Estats Units            | 3–0     | Paraguai |
| ----------------------- | ------- | -------- |
| Patenaude 10', 15', 50' | Informe |          |

### Paraguai vs. Bèlgica
| Paraguai        | 1–0     | Bèlgica |
| --------------- | ------- | ------- |
| Vargas Peña 40' | Informe |         |